# Boussu
Boussulà một đô thị ở tỉnh Hainaut. Tại thời điểm ngày 1 tháng 1 năm 2006, Boussu có dân số 20.058 người. Tổng diện tích là 20,01 km², với mật độ dân số là 1.002 người trên mỗi km².
Grand Hornu, một thành phố công nghiệp được quy hoạch thế kỷ 19, toạ lạc ở Hornu, một đô thị cũ nay thuộc Boussu.

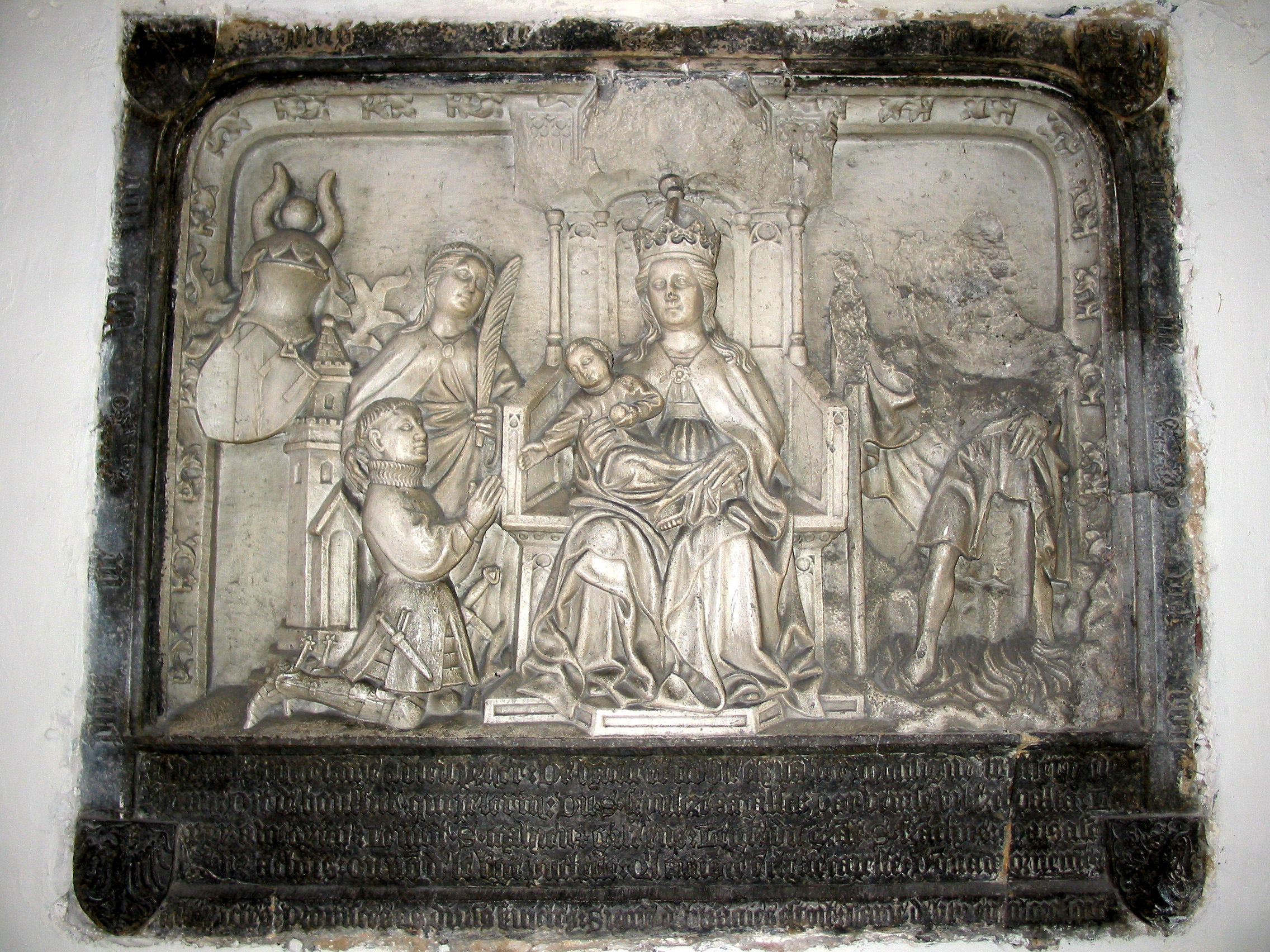
Boussu, the Thierry de Hennin Liétard funerary memorial (1406-1430).

## Cư dân nổi tiếng
- Marcel Moreau, nhà văn